# Zoza
Zoza es una comuna y población de Francia, en la región de Córcega, departamento de Córcega del Sur.
Su población en el censo de 2019 era de 62 habitantes.

## Demografía
| Gráfica de evolución demográfica de Zoza entre 2005 y 2019 |
|                                                            |

Fuentes: INSEE.

## Políticos
Elecciones Presidential Segunda Vuelta:
| Elección | Elección | Candidato Ganador | Partido | %     |
| -------- | -------- | ----------------- | ------- | ----- |
|          | 2022     | Marine Le Pen     | RN      | 65,38 |
|          | 2017     | Emmanuel Macron   | EM      | 53,66 |
|          | 2012     | Nicolas Sarkozy   | UMP     | 69,23 |
|          | 2007     | Nicolas Sarkozy   | UMP     | 70,69 |
|          | 2002     | Jacques Chirac    | RPR     | 80,00 |